# Somalia vid världsmästerskapen i friidrott 2023
Somalia tävlade vid världsmästerskapen i friidrott 2023 i Budapest i Ungern mellan den 19 och 27 augusti 2023.

## Resultat
Somalias trupp bestod av en idrottare.

### Herrar
Gång- och löpgrenar
| Idrottare              | Gren    | Final    | Final     |
| Idrottare              | Gren    | Resultat | Placering |
| ---------------------- | ------- | -------- | --------- |
| Khadar Basheer Youssuf | Maraton | 0DNF0    | 0DNF0     |